# Krzysztof Jung
Krzysztof Jung, né le 11 juillet 1951 à Varsovie où il meurt le 5 octobre 1998, est un peintre, graphiste, performer, pédagogue et concepteur du théâtre plastique polonais.

## Biographie
Krzysztof Jung étudie à la section d’architecture intérieure de l'Académie des beaux-arts de Varsovie entre 1971 et 1976. Après ses études, il se lie à la galerie Repassage à Varsovie qui promeut la performance artistique, et il en assure la direction en 1978-1979. Ses performances aussi bien que ses travaux plastiques autour de thèmes homo-érotiques ont, en dépit de la censure du régime, ouvert la voie à un courant de l’art LGBT en Pologne. En tant que pédagogue et directeur de galerie il a rassemblé autour de lui un milieu d’artistes et d’intellectuels traitant courageusement dans l’art les sujets de la liberté aussi bien politique que sexuelle. 
En 1983, sous l’effet d’incitations venant de Wojciech Karpiński et du contact que celui-ci lui avait ménagé avec le peintre Joseph Czapski, il se concentre sur la peinture. Il s’intéresse avant tout au paysage, avec des tableaux puissants gorgés d’une couleur à laquelle l’artiste donne aussi un rôle symbolique. À partir de 1988, il réalise et publie dans la revue Zeszyty Literackie (Les Cahiers littéraires), fondée à Paris, des portraits au dessin d’éminents créateurs, entre autres Joseph Czapski, Joseph Brodsky, Zbigniew Herbert, Constantin Jeleński, Czesław Miłosz, James Merrill.

## Création et conception du théâtre plastique
L’élément le plus caractéristique des actions et des performances de Krzysztof Jung réside dans sa conception du théâtre plastique dite de « l’enveloppement de fils », consistant à enserrer des personnes, des objets et des espaces dans des fils. Il la met en œuvre pour la première fois dans son travail de diplôme Aspects visuels et non visuels de l’espace (1976). Un travail qui se compose d’un « environnement », d’un enveloppement de l’espace, et d’une performance, un homme nu assis sur une chaise qui se libère du « cocon » dont l’a enveloppé l’artiste. Le meilleur exemple en est le triptyque réalisé en mars 1978 à la galerie Repassage. Ce triptyque consiste en un « environnement », Chaise, un cadre de chaise suspendu au-dessus du plancher sur un filet irrégulier tissé de fils minces, ainsi que de deux performances, Métamorphose et Amour. Le concept du théâtre plastique réside dans la recherche d’un équivalent commun, visuel et sensuel de perceptions sensorielles. Selon Paweł Leszkowicz : 

« C’est bien la performance, c’est-à-dire les actions de Krzysztof Jung à la fin des années soixante-dix dans la galerie de contre-culture Repassage (1971-1981) que je considère comme le plus remarquable des apports à l’art expérimental en Pologne. […] Difficile de trouver dans toute la culture visuelle de Pologne Populaire une telle présence de l’homo-érotisme. […] Une place centrale dans la masculinité artistique et homo-érotique polonaise revient à Krzysztof Jung  qui a été reconnu par Grzegorz Kowalski comme le pionnier de cet art du corps qui a fortement dominé la scène artistique polonaise des années quatre-vingt-dix.  »

Il organise également, pendant sa période de collaboration avec la galerie Repassage, des actions de rues au cours desquelles il commente de façon critique la réalité socio-politique ambiante. Les autres volets de son art sont la peinture et le dessin. Il a toujours dessiné depuis ses études dans les années soixante-dix, créant des séries de représentations d’insectes stylisés et parfaits dans le détail, de motifs érotiques ou de scènes inspirées de la littérature (par exemple La Métamorphose de Kafka).

Dans les années quatre-vingt, il puise son inspiration dans des voyages en Europe, à propos desquels Wojciech Karpiński écrit : 

« L’apparition de Krzysztof Jung à Paris fut un moment de relâchement intérieur et de concentration à la fois, […] il avait en lui, dans ses bons moments, un pouvoir d’illumination du monde. […] Sous l’influence des tableaux de Joseph Czapski, il a peint une série de paysages magnifiques. Il avait également besoin d’un renouveau et d’un renforcement d’un langage qui lui permettrait un dialogue créatif avec le monde. »

Krzysztof Jung succombe d’une crise d’asthme à Varsovie le 5 octobre 1998. Après sa mort, une exposition monographique lui est consacrée au musée national de Varsovie (1999), puis une autre à l'Académie des beaux-arts de Varsovie (2016) et Bibliothèque polonaise de Paris (2017).

## Expositions

### Principales expositions et actions personnelles
- 1976 – Aspects visuels et non visuels de l’espace – Galerie Repassage, Varsovie
- 1977 – Enveloppement de fils en public – Galerie Repassage, Varsovie
- 1978 – Deux rouges, ou poème spatial sur le système – Galerie Repassage 2, Varsovie
- 1979 – Responsabilité – action sur la porte de l’université de Varsovie ; performance Cocooning – Galerie Repassage 2, Varsovie
- 1980 – performance Conversation – Galerie Re'Repassage, Varsovie ; La création par les autres et l’horizon de la liberté – Galerie Re'Repassage, Varsovie
- 1981 – action Nature morte – Galerie Re'Repassage, Varsovie
- 1982 – performance Instruisez-moi, et je me tairai ; faites-moi comprendre en quoi j’ai péché - atelier de Barbara et Wiktor Gutt, Varsovie ; performance Quand la raison dort, les monstres se réveillent – atelier de Barbara et Wiktora Gutt, Varsovie
- 1989 – Paradis – Galerie Dziekanka, Varsovie ; Arbres au centre du monde – Galerie Pokaz, Varsovie
- 1992 – Paysage avec Saint Sébastien – Galerie Dziekanka, Varsovie
- 1999 – Krzysztof Jung 1951-1998 – exposition posthume au musée Xawery Dunikowski à Królikarnia, section du Musée national de Varsovie
- 2016 — Krzysztof Jung : La Métamorphose — Musée de l’Ecole des beaux-arts de Varsovie
- 2017 — Krzysztof Jung : Arbres et visages — Bibliothèque polonaise de Paris
- 2019 — Krzysztof Jung: Zeichnungen | Drawings, Schwules Museum, Berlin

### Expositions collectives (sélection)
- 1978 – VII Festival des beaux-arts – Varsovie
- 1979 – Erotyka – Maison de l’artiste plasticien, Varsovie; Documentation d’actions choisies 1977-79 – Galerie Repassage 2, Varsovie
- 1980 – Confrontation nationale de l’art des jeunes, Centre de promotion des arts, Łódź; Catalogue non imprimé. Présentation de la documentation des années 1974-80 – Galerie Re'Repassage, Varsovie
- 1989 – Un Polonais, un Allemand, un Russe – Atelier Norblin, Varsovie
- 1993 – Sigma. Galerie Repassage. Repassage 2, Re'Repassage – Galerie Nationale d’Art Zachęta, Varsovie
- 1997 – CARTOGRAPHERS. GEO-GNOSTIC PROJECTION FOR THE 21ST CENTURY – Zagreb, Croatie ; Centre d’art contemporain, Château Ujazdowski, Varsovie (1998); Budapest, Hongrie (1998); Maribor, Slovénie (1998)
- 2010 — Ars HomoErotica — Musée national de Varsovie
- 2023-2024 – Multiple Realities: Experimental Art in the Eastern Bloc, 1960s-1980s — Walker Art Center, Minneapolis (2024), Phoenix Art Museum (2024), Vancouver Art Gallery (2024)
- 2024 — Arkadia — Musée national de Varsovie

### Filmographie
- Film biographique Imago de Krzyś réalisé par Adam Janisch et Barbara Janisch, Berlin 2016